# Tarkint
Tarkint ist eine Gemeinde in der Region Gao im Nordosten Malis. Der Ort liegt ca. 70 km nordöstlich von Bourem und 125 km nördlich von Gao, dem Sitz der Verwaltungsregion Gao. Es leben hier in der Gegend zuletzt 19.082 Menschen.

## „Air Cocaine“
Ende November 2009 wurde ein älteres venezolanisches Flugzeug vom Typ Boeing 727, beladen mit vermutlich 10 Tonnen Kokain, auf einer nahegelegenen ungenutzten Wüstenpiste ausgebrannt aufgefunden. Nach der Entladung wurde das Flugzeug sehr wahrscheinlich von der Landepiste heruntergebracht, bevor es von Drogenhändlern in Brand gesteckt wurde, so ergaben es Nachforschungen am Ort von einem Journalisten der französischen Nachrichtenagentur AFP. Die ersten Berichte sprachen noch von einem Absturz. Es wird angenommen, dass es sich um einen Kokain-Schmuggel von Venezuela (über Guinea-Bissau) nach Mali handelte.